# Kauko Sipponen
Kauko Mikko Sipponen, född den 1 maj 1927 i Viborg, död den 10 juli 2019, var en finländsk ämbetsman. 
Sipponen blev politices kandidat 1951, juris doktor 1965, var professor i offentlig förvaltningsrätt vid Tammerfors universitet 1967–1973, chef för republikens presidents kansli 1973–1976, landshövding i Mellersta Finlands län 1977–1984 och verkställande direktör för Näringslivets delegation 1984–1990. Han var ordförande i befolkningsförbundet Väestöliitto 1971–1976 och i Finlands Röda Kors 1980–1985. Han var kansler för Tammerfors universitet 1990–1996. I sina böcker har han behandlat bland annat offentlig rätt och det demokratiska samhällets maktstrukturer. Han blev samhällsvetenskaplig hedersdoktor 1984 och förvaltningsvetenskaplig hedersdoktor 1985.